# Lạc Đạo (xã)
Lạc Đạo là một xã thuộc tỉnh Hưng Yên, Việt Nam.

## Địa lý
Xã Lạc Đạo nằm ở phía bắc tỉnh Hưng Yên, có vị trí địa lý:
- Phía đông giáp xã Đại Đồng.
- Phía tây giáp xã Như Quỳnh.
- Phía nam giáp phường Mỹ Hào.
- Phía bắc giáp các phường Song Liễu, Ninh Xá của tỉnh Bắc Ninh và xã Thuận An của thành phố Hà Nội.

Là một xã thuộc vùng đồng bằng sông Hồng, với mặt đất bằng phẳng, vùng đất được bồi đắp phù sa màu mỡ. Hệ thống tưới tiêu nước tốt. Con sông chảy qua xã là sông Đậu, là một nhánh của sông Bắc Hưng Hải.
Xã nằm ở gần trung tâm Đồng bằng sông Hồng và gần với các khu đô thị lớn như thủ đô Hà Nội, Bắc Ninh, thành phố Hải Phòng. Trên địa bàn xã có tuyến đường sắt Hà Nội - Hải Phòng chạy qua, Ga Lạc Đạo là ga đường Sắt lớn nhất Hưng Yên hiện nay (2019).

## Lịch sử
Trước đây, Lạc Đạo là một xã thuộc huyện Mỹ Văn.
Ngày 24 tháng 7 năm 1999, Chính phủ ban hành Nghị định 60/1999/NĐ-CP về việc chia huyện Mỹ Văn thành 3 huyện: Mỹ Hào, Văn Lâm và Yên Mỹ. Xã Lạc Đạo trực thuộc huyện Văn Lâm.
Ngày 31 tháng 7 năm 2020, Bộ Xây dựng ban hành Quyết định 1005/QĐ-BXD công nhận khu vực phát triển đô thị trung tâm huyện Văn Lâm (gồm thị trấn Như Quỳnh và 5 xã: Đình Dù, Lạc Đạo, Lạc Hồng, Tân Quang, Trưng Trắc) được công nhận là đô thị loại IV.
Ngày 16 tháng 6 năm 2025, Ủy ban Thường vụ Quốc hội ban hành Nghị quyết số 1666/NQ-UBTVQH15 về việc sắp xếp các đơn vị hành chính cấp xã của tỉnh Hưng Yên năm 2025. Theo đó, sắp xếp toàn bộ diện tích tự nhiên, quy mô dân số của xã Chỉ Đạo, xã Minh Hải và một phần diện tích tự nhiên, quy mô dân số của xã Lạc Đạo thành xã mới có tên gọi là xã Lạc Đạo.

## Kinh tế
Nghề nghiệp: Xã Lạc Đạo được biết đến với nhiều nghề như: nghề nấu rượu, nghề làm loa, làm mộc, sản xuất bàn bi-a, cơm nắm muối vừng,... Ngày nay, còn có một số nghề mới như tái chế phế liệu, nilon (một trong những nghề cần được quản lý chặt chẽ bởi nghề này rất độc hại và gây ô nhiễm nhanh chóng nguồn nước, nguồn không khí và tài nguyên môi trường xung quanh).

## Văn hóa
Vào tháng 3 âm lịch hàng năm, các thôn tự tổ chức hội làng và nét truyền thống này bắt đầu từ tết hàn thực (từ mùng 3/3 - 16/3 âm lịch).

### Chùa Pháp Vân
Chùa Pháp Vân tên chữ là Pháp Vân Tự có kiến trúc kiểu chữ công, tọa lạc tại thôn Cầu thờ Phật và Pháp Vân. Ngôi chùa thuộc hệ thống chùa thờ Tứ Pháp. Trong kháng chiến chống Mỹ, chùa là nơi Bộ văn hóa đã sơ tán tới và làm việc tại đây. Chùa được công nhận là di tích kiến trúc nghệ thuật cấp quốc gia năm 2001.

### Tục thờ Tứ Pháp
Tứ Pháp gồm Pháp Vũ (thần mưa), Pháp Vân (thần mây), Pháp Lôi (thần sấm), Pháp Điện (thần chớp) được thờ rộng rãi tại khu vực Luy Lâu, nam sông Đuống ngày nay. Ở Lạc Đạo có cả 4 ngôi chùa Tứ Pháp là chùa Pháp Vân ở thôn Cầu; chùa Pháp Vũ ở thôn Hoằng; chùa Pháp Lôi hay chùa Tháp ở thôn Hướng Đạo, chùa Pháp Điện hay chùa Nội ở thôn Tân Nhuế.

### Làng Đậu - làng cổ - làng khoa bảng
Làng Đậu là một trong những làng cổ của vùng Thổ Lỗi xưa gồm Sủi, Keo, Ghênh, Đậu, Dương... Làng Đậu xưa nay là 5 thôn trong tổng số 12 thôn của xã Lạc Đạo ngày nay gồm thôn Cầu, thôn Mụ, thôn Ngọc, thôn Giữa và thôn Trình. Làng Đậu thời Lý thuộc hương Thổ Lỗi sau đổi thành Siêu Loại. Đến thời Trần thuộc huyện Gia Lâm, trấn Kinh Bắc. Thời phong kiến (riêng từ thế kỷ XVI đến thế kỷ kỷ XVIII) làng có 12 người thi đỗ Trạng nguyên, Hoàng giáp, Nhị giáp, Tam giáp như Dương Phúc Tư, Dương Thuần, Dương Hoàng, Dương Hạo, Dương Lệ, Dương Quán, Dương Công Thụ, Dương Trọng Khiêm, Dương Sử, Trần Nghị, Trần Ngọc Nguyên, Lê Viết Thảng.

### Bia Đại Bi Diên Minh tự bi
Bia Đại Bi Diên Minh tự bi ở Ủy ban nhân dân xã Lạc Đạo là bia đá xanh được tạo tác từ năm 1327 dưới thời Trần đã được Bộ văn hóa thể thao và du lịch xếp hạng danh mục Bảo vật quốc gia. 

### Rượu Lạc Đạo
"Rượu Lạc Đạo lắm gạo nhiều men
Uống được vài chén say mềm mà vẫn vui".
Trên thị trường hiện nay có nhiều loại rượu và người tiêu dùng có xu hướng tìm về với những sản phẩm rượu được chưng cất theo phương pháp truyền thống, không bị pha trộn hóa chất. Chính vì thế, thương hiệu rượu Lạc Đạo đang là một trong những sản phẩm rượu quê nổi tiếng và được nhiều người ưa chuộng.
Thực ra, việc nấu rượu không quá khó và nơi nào cũng nấu được, nhưng để có được rượu ngon, trở thành nổi tiếng thì chỉ một số địa phương làm được. Không ai biết nghề nấu rượu ở Lạc Đạo (Văn Lâm) có từ bao giờ. Chỉ biết đó là một nghề cha truyền con nối. Lớp lớp người Lạc Đạo sinh ra và lớn lên đã thấy ông bà, cha mẹ mình nấu rượu. Thời Pháp thuộc, nghề nấu rượu bị ngăn cấm, ai nấu rượu bị coi là phạm tội và bị tịch thu tài sản. Đó cũng là lúc khó khăn nhất của nghề nấu rượu Lạc Đạo. Theo những người cao tuổi ở Lạc Đạo kể lại, khi đó, trong xã chỉ còn lại rất ít người nấu rượu, và phải nấu vào ban đêm. Rượu được chôn giấu ở dưới chân cột nhà. Do vậy vẫn có những mẻ rượu thơm ngon, đặc sắc ra đời. Và nghề nấu rượu vẫn được kín đáo giữ gìn từ đời này sang đời khác. Lúc đầu người Lạc Đạo chỉ nấu rượu để phục vụ nhu cầu của chính gia đình mình, đặc biệt là vào các dịp lễ tết, hội hè. Người dân Lạc Đạo xưa nay vẫn chỉ sống bằng cây lúa. Và chính từ những cây lúa do mình gieo trồng ra, đôi tay khéo léo của người Lạc Đạo đã biến những giọt rượu trong vắt, thơm lừng và đặc sắc, ít nơi nào có được. Bây giờ là Lạc Đạo, nhà nào cũng biết nấu rượu. Không chỉ người già, thanh niên mà cả phụ nữ cũng biết nấu. Tiếng thơm của rượu Lạc Đạo xưa vang xa, nên khi kinh tế thị trường phát triển, nghề nấu rượu được coi là hợp pháp, công khai phát triển thì có nhiều người tìm đến mua rượu Lạc Đạo.

## Giao thông
Các tuyến, hệ thống giao thông quan trọng đi qua xã:
- Đường vành đai 4 Hà Nội
- Tỉnh lộ 385: từ Như Quỳnh qua Lạc Đạo đi Cẩm Giàng
- Tỉnh lộ 381C: Ga Lạc Đạo đi Văn Giang
- Đường huyện DH16: với điểm đầu là tỉnh lộ 385 và điểm cuối nối với thành phố Hà Nội tại vị trí gần sát ranh giới ba tỉnh thành Hưng Yên, Bắc Ninh và thành phố Hà Nội. Mốc địa giới hành chính 3 tỉnh thành hình tam giác nằm sát đường tại điểm cuối về phía Đông
- Đường sắt Hà Nội - Hải Phòng với ga Lạc Đạo.

## Danh nhân
Trạng nguyên Dương Phúc Tư sinh năm 1505 - mất 29 tháng chạp năm Quý Hợi (1564), người làng Đậu, huyện Gia Lâm, phủ Thuận An, trấn Kinh Bắc nay là thôn Ngọc, xã Lạc Đạo.